# Август Ефраїм Крамер
Август Ефраїм Крамер (нім. August Ephraim Kramer; 2 лютого 1817 — 18 березня 1885) — німецький винахідник та математик. У 1846 році він продовжив розробку вказівного телеграфу для передачі новин, розробленого Чарльзом Вітстоном в 1839 році.

## Біографія
Август Ефраїм Крамер народився 2 лютого 1817 року в містечку Нордгаузені. Після закінчення середньої школи Крамер вивчає математику і природничі науки в Лейпцигу і Берліні і, нарешті, отримує докторський ступінь в 1839 році. З 1840 року працює в гімназії в  Нордхаузені вчителем математики і природничих наук. До речі, він інтенсивно займається експериментальною фізикою. У 1846 році він вперше представив свій винахід, електромагнітний покажчик телеграфу, спочатку в Нордхаузені, а потім у листопаді того ж року в Берліні. Інтерес до цього простого у використанні засобу зв'язку великий. У наступному році йому доручають установку різним залізничним компаніям, а в 1849 році він, нарешті, відмовляється від своєї шкільної посади, щоб повністю присвятити себе подальшому розвитку пристрою. Однак, враховуючи зростаючу конкуренцію та перевагу більш потужної лінії Морзе, Крамер через кілька років припиняє свою діяльність у цій галузі. Він йде в приватне життя, одружується в 1853 році і в 1864 році стає батьком сина.